# Elecciones legislativas de Argentina de 1960
Las elecciones legislativas de Argentina de 1960 se llevaron a cabo el 27 de marzo para renovar la mitad de la Cámara de Diputados, durante la proscripción del peronismo entre 1955 y 1973. La Unión Cívica Radical Intransigente, partido del presidente gobernante Arturo Frondizi, mantuvo su mayoría absoluta a pesar de perder por voto popular contra la Unión Cívica Radical del Pueblo, y de recibir tan solo el 20% de los votos. La participación electoral fue del 87.1%.

## Cargos a elegir
| Provincia           | Bancas totales | Bancas a elegir | Bancas a elegir | Bancas a elegir |
| Provincia           | Bancas totales | Totales         | Mayoría         | Minoría         |
| ------------------- | -------------- | --------------- | --------------- | --------------- |
| Buenos Aires        | 50             | 26              | 18              | 8               |
| Capital Federal     | 35             | 18              | 13              | 5               |
| Catamarca           | 2              | 2               | 2               | —               |
| Chaco               | 5              | 3               | 2               | 1               |
| Chubut              | 2              | 1               | 1               | —               |
| Córdoba             | 18             | 9               | 6               | 3               |
| Corrientes          | 6              | 3               | 2               | 1               |
| Entre Ríos          | 9              | 7               | 5               | 2               |
| Formosa             | 2              | 2               | 2               | —               |
| Jujuy               | 2              | —               | —               | —               |
| La Pampa            | 2              | —               | —               | —               |
| La Rioja            | 2              | 2               | 2               | —               |
| Mendoza             | 7              | 3               | 2               | 1               |
| Misiones            | 3              | 3               | 2               | 1               |
| Neuquén             | 2              | 1               | 1               | —               |
| Río Negro           | 2              | —               | —               | —               |
| Salta               | 3              | 1               | 1               | —               |
| San Juan            | 3              | —               | —               | —               |
| San Luis            | 2              | 2               | 2               | —               |
| Santa Cruz          | 2              | 2               | 2               | —               |
| Santa Fe            | 20             | 10              | 7               | 3               |
| Santiago del Estero | 6              | 3               | 2               | 1               |
| Tucumán             | 7              | 4               | 3               | 1               |
| Total               | 192            | 102             | 75              | 27              |

## Contexto
El presidente Arturo Frondizi había sido elegido en 1958 como candidato de la Unión Cívica Radical Intransigente, durante la proscripción del peronismo, sucediendo a la dictadura de la Revolución Libertadora. Es ampliamente considerado que su triunfo se debió a un supuesto pacto firmado con el depuesto Juan Domingo Perón para que respaldara su candidatura, algo que fue posteriormente negado por el propio mandatario. Sin embargo, la alianza entre Perón y los intransigentes finalizó al poco tiempo. La presión militar y conservadora hizo que el presidente no pudiera levantar la prohibición sobre el peronismo, aunque los peronistas tenían otras razones para romper con Frondizi antes de las elecciones de 1960. Contrario a su plataforma, Frondizi nombró Ministro de Economía al ultraconservador Álvaro Alsogaray cuyo programa de austeridad provocó una duplicación de precios en 1959 (un récord, hasta ese momento) y a una fuerte recesión.
Para estas elecciones, Perón recomendó el voto en blanco o la abstención, asegurándose de privar a Frondizi también de su apoyo antiperonista al revelar la existencia del pacto firmado con él en 1958 para lograr su llegada a la presidencia a cambio de restablecer los derechos políticos del peronismo. Un año marcado por conflictos laborales fue seguido por el bombardeo de una instalación Shell Petroleum en marzo de 1960, lo que llevó a la promulgación del Plan CONINTES, (Conmoción Interna del Estado) una limitación adicional y severa a las libertades políticas.
El presidente Frondizi fue quien soportó el peso de la desaprobación pública por estos acontecimientos. En realidad, sin embargo, ambas decisiones fueron firmadas por la insistencia de los militares argentinos, muchos de los cuales eran inequívocos en su disposición a derrocar al presidente. El Plan CONINTES fue, de hecho, firmado por Frondizi a la fuerza tras rechazar la demanda inicial de los militares de decretar la ley marcial y suprimir la actividad política.

## Resultados
Los candidatos de la Unión Cívica Radical Intransigente (UCRI) de Frondizi, pasaron de recibir casi la mitad de los votos en las anteriores elecciones a recibir menos del 28% de los votos. Sin embargo, aunque perdieron varios diputados, que fueron a parar a la Unión Cívica Radical del Pueblo (UCRP) de Ricardo Balbín, la UCRI conservó la mayoría absoluta debido a que la respuesta de los peronistas a su gobierno fue votar en blanco, lo cual no afectó realmente sus porcentajes. El voto en blanco ganó por voto popular con el 24,56% del escrutinio, uno de los porcentajes más altos de voto en blanco de la historia electoral argentina.
|  | 31,01 % |

|  | 0,75 % |

|  | 31,76 % |

|  | 27,22 % |

|  | 4,28 % |

|  | 3,56 % |

|  | 1,18 % |

|  | 0,96 % |

|  | 0,86 % |

|  | 0,63 % |

|  | 0,52 % |

|  | 0,38 % |

|  | 0,21 % |

|  | 0,17 % |

|  | 0,08 % |

|  | 0,02 % |

|  | 12,87 % |

|  | 6,35 % |

|  | 5,14 % |

|  | 4,89 % |

|  | 3,67 % |

|  | 1,24 % |

|  | 1,13 % |

|  | 1,12 % |

|  | 0,99 % |

|  | 0,72 % |

|  | 0,58 % |

|  | 0,56 % |

|  | 0,53 % |

|  | 0,46 % |

|  | 0,40 % |

|  | 0,31 % |

|  | 0,14 % |

|  | 0,13 % |

|  | 0,11 % |

|  | 0,10 % |

|  | 0,10 % |

|  | 0,10 % |

|  | 0,09 % |

|  | 0,09 % |

|  | 0,08 % |

|  | 0,07 % |

|  | 0,04 % |

|  | 0,04 % |

|  | 0,03 % |

|  | 0,02 % |

|  | 0,02 % |

|  | 0,01 % |

|  | 74.86 % |

|  | 25.14 % |

|  | 100 % |

|  | 86.90 % |

## Presidentes y vicepresidentes de la Cámara
| 26.04.1960 | Federico Fernández de Monjardín | UCRI | Presidente             |
| ---------- | ------------------------------- | ---- | ---------------------- |
|            | Enrique Mario Zanni             | UCRI | Primer Vicepresidente  |
|            | Jorge Raúl Decavi               | UCRI | Segundo Vicepresidente |
| 26.04.1961 | Federico Fernández de Monjardín | UCRI | Presidente             |
|            | Jorge Raúl Decavi               | UCRI | Primer Vicepresidente  |
|            | Oscar López Serrot              | UCRI | Segundo Vicepresidente |

## Resultados por provincia
|  | 34,55 % |

|  | 23,25 % |

|  | 12,49 % |

|  | 8,20 % |

|  | 6,76 % |

|  | 4,20 % |

|  | 2,13 % |

|  | 1,95 % |

|  | 1,49 % |

|  | 1,41 % |

|  | 1,31 % |

|  | 0,90 % |

|  | 0,71 % |

|  | 0,65 % |

|  | 71,70 % |

|  | 28,30 % |

|  | 100 % |

|  | 87,42 % |

|  | 29,00 % |

|  | 23,98 % |

|  | 11,34 % |

|  | 11,20 % |

|  | 6,10 % |

|  | 5,41 % |

|  | 2,69 % |

|  | 2,58 % |

|  | 2,20 % |

|  | 1,18 % |

|  | 0,83 % |

|  | 0,78 % |

|  | 0,71 % |

|  | 0,58 % |

|  | 0,52 % |

|  | 0,46 % |

|  | 0,45 % |

|  | 77,89 % |

|  | 22,11 % |

|  | 100 % |

|  | 94,12 % |

|  | 35,83 % |

|  | 34,88 % |

|  | 13,32 % |

|  | 8,44 % |

|  | 7,54 % |

|  | 78,54 % |

|  | 21,46 % |

|  | 100 % |

|  | 83,32 % |

|  | 37,10 % |

|  | 34,40 % |

|  | 11,02 % |

|  | 6,97 % |

|  | 5,33 % |

|  | 5,18 % |

|  | 73,14 % |

|  | 26,86 % |

|  | 100 % |

|  | 75,93 % |

|  | 37,82 % |

|  | 30,69 % |

|  | 9,19 % |

|  | 7,72 % |

|  | 7,39 % |

|  | 7,19 % |

|  | 72,55 % |

|  | 27,45 % |

|  | 100 % |

|  | 73,51 % |

|  | 44,33 % |

|  | 28,54 % |

|  | 15,37 % |

|  | 5,92 % |

|  | 1,97 % |

|  | 1,36 % |

|  | 1,24 % |

|  | 0,70 % |

|  | 0,57 % |

|  | 75,84 % |

|  | 24,16 % |

|  | 100 % |

|  | 87,85 % |

|  | 32,52 % |

|  | 32,41 % |

|  | 21,38 % |

|  | 6,31 % |

|  | 6,19 % |

|  | 1,19 % |

|  | 86,19 % |

|  | 13,81 % |

|  | 100 % |

|  | 76,37 % |

|  | 37,71 % |

|  | 29,54 % |

|  | 19,14 % |

|  | 8,69 % |

|  | 1,83 % |

|  | 1,83 % |

|  | 1,27 % |

|  | 77,63 % |

|  | 22,37 % |

|  | 100 % |

|  | 84,13 % |

|  | 39,12 % |

|  | 38,56 % |

|  | 9,60 % |

|  | 7,79 % |

|  | 4,93 % |

|  | 78,33 % |

|  | 21,67 % |

|  | 100 % |

|  | 76,17 % |

|  | 41,90 % |

|  | 41,19 % |

|  | 12,08 % |

|  | 4,82 % |

|  | 78,91 % |

|  | 21,09 % |

|  | 100 % |

|  | 80,74 % |

|  | 36,82 % |

|  | 23,92 % |

|  | 21,97 % |

|  | 7,35 % |

|  | 2,52 % |

|  | 2,26 % |

|  | 1,94 % |

|  | 1,75 % |

|  | 1,45 % |

|  | 75,56 % |

|  | 24,44 % |

|  | 100 % |

|  | 87,95 % |

|  | 40,90 % |

|  | 38,15 % |

|  | 11,97 % |

|  | 4,79 % |

|  | 2,13 % |

|  | 2,08 % |

|  | 82,67 % |

|  | 17,33 % |

|  | 100 % |

|  | 78,26 % |

|  | 30,77 % |

|  | 28,97 % |

|  | 13,97 % |

|  | 8,91 % |

|  | 7,09 % |

|  | 6,91 % |

|  | 3,39 % |

|  | 69,77 % |

|  | 30,23 % |

|  | 100 % |

|  | 76,81 % |

|  | 32,11 % |

|  | 27,95 % |

|  | 25,62 % |

|  | 5,20 % |

|  | 4,11 % |

|  | 2,95 % |

|  | 2,06 % |

|  | 70,33 % |

|  | 29,67 % |

|  | 100 % |

|  | 75,70 % |

|  | 43,50 % |

|  | 40,60 % |

|  | 9,12 % |

|  | 2,25 % |

|  | 1,80 % |

|  | 1,41 % |

|  | 1,33 % |

|  | 82,01 % |

|  | 17,99 % |

|  | 100 % |

|  | 81,63 % |

|  | 33,61 % |

|  | 31,64 % |

|  | 13,94 % |

|  | 13,81 % |

|  | 7,00 % |

|  | 76,08 % |

|  | 23,92 % |

|  | 100 % |

|  | 73,09 % |

|  | 31,03 % |

|  | 28,80 % |

|  | 21,09 % |

|  | 5,32 % |

|  | 3,33 % |

|  | 2,66 % |

|  | 1,96 % |

|  | 1,60 % |

|  | 1,36 % |

|  | 1,17 % |

|  | 0,98 % |

|  | 0,70 % |

|  | 73,73 % |

|  | 26,27 % |

|  | 100 % |

|  | 92,73 % |

|  | 43,23 % |

|  | 33,98 % |

|  | 6,12 % |

|  | 4,19 % |

|  | 3,73 % |

|  | 2,90 % |

|  | 2,56 % |

|  | 2,43 % |

|  | 0,87 % |

|  | 77,71 % |

|  | 22,29 % |

|  | 100 % |

|  | 66,59 % |

|  | 32,16 % |

|  | 20,68 % |

|  | 15,92 % |

|  | 12,81 % |

|  | 5,02 % |

|  | 3,02 % |

|  | 2,68 % |

|  | 1,93 % |

|  | 1,67 % |

|  | 1,65 % |

|  | 1,12 % |

|  | 0,72 % |

|  | 0,64 % |

|  | 74,55 % |

|  | 25,45 % |

|  | 100 % |

|  | 78,09 % |

1. ↑  Electo para completar el mandato de Julio Oyhanarte (1958-1962).
2. ↑  Falleció el 6 de agosto de 1960, lo reemplaza Carlos Adrogué (UCRP) en una elección especial el 5 de febrero de 1961.
3. ↑  Electo para completar el mandato de Armando Miguel Verdaguer (1958-1962).
4. ↑  Falleció el 23 de septiembre de 1960, lo reemplaza Luis Augusto Caeiro (UCRP) en 1962.
5. ↑  Falleció el 24 de julio de 1960, lo reemplaza Juan Ramón Aguirre Lanari (PLCo) en 1962.
6. ↑  Electo para completar el mandato de Luis Rafael Mac Kay (1958-1962).
7. ↑  Electo para completar el mandato de Elio Alderete (1958-1962).

## Elección parcial
Elección especial en Capital Federal para completar el mandato de Mario Bernasconi (1960-1964). Se realiza el 5 de febrero de 1961.
|  | 25,55 % |

|  | 22,92 % |

|  | 20,32 % |

|  | 6,76 % |

|  | 6,41 % |

|  | 4,25 % |

|  | 2,63 % |

|  | 2,62 % |

|  | 1,80 % |

|  | 1,69 % |

|  | 1,58 % |

|  | 0,83 % |

|  | 0,69 % |

|  | 0,68 % |

|  | 0,54 % |

|  | 0,48 % |

|  | 0,24 % |

|  | 83,90 % |

|  | 15,59 % |

|  | 0,51 % |

|  | 100 % |

|  | 82,54 % |